# Kerk van Twixlum
De Kerk van Twixlum (Twixlumer Kirche) is een hervormd kerkgebouw in Twixlum bij de Oost-Friesestad Emden.

## Geschiedenis

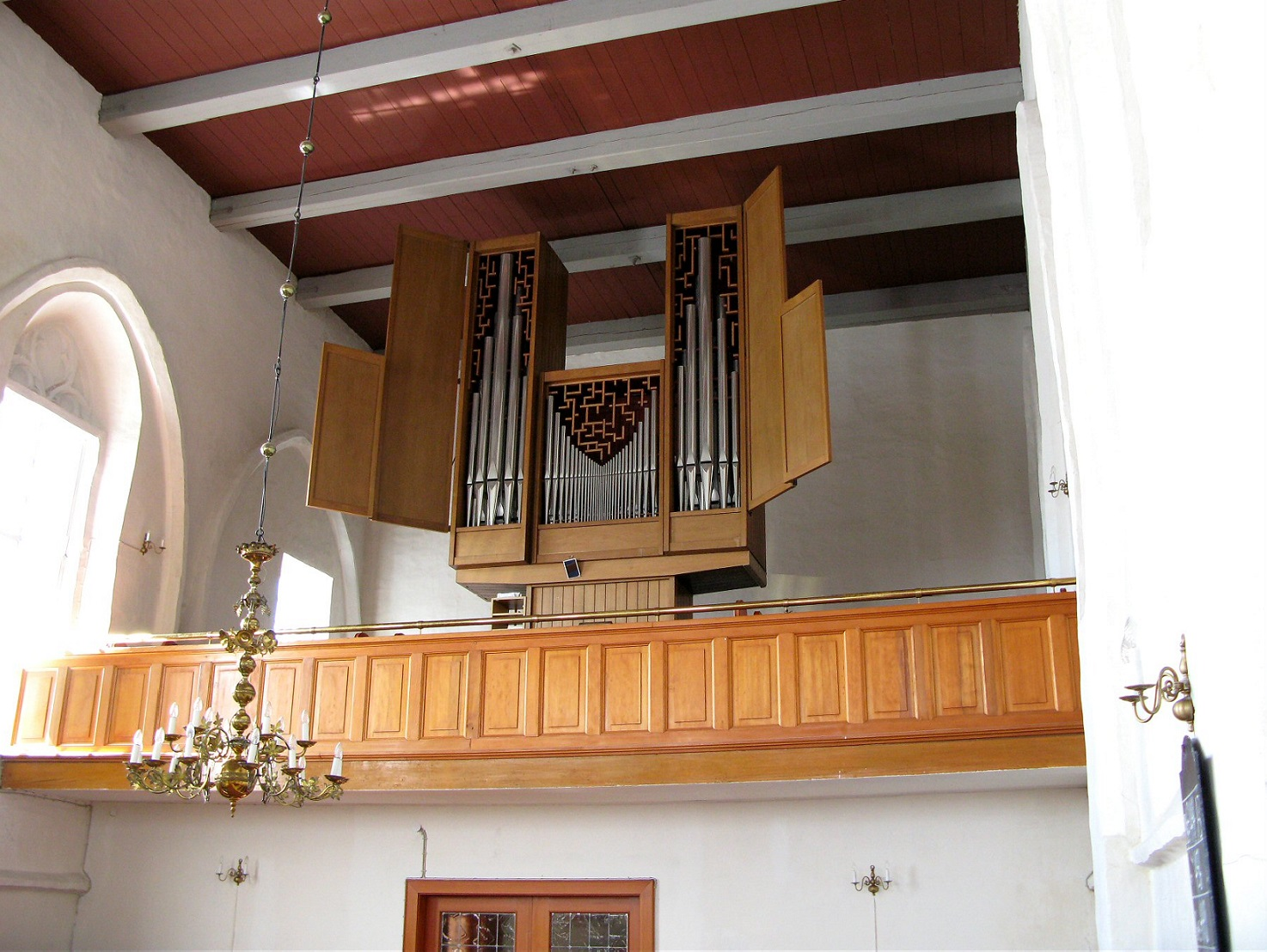
Orgel

Het oudst bewaarde deel van de kerk van Twixlum is de toren. Aan de hand van het formaat steen en de bouwwijze wordt de toren op de tweede helft van de 14e eeuw gedateerd. Ten oosten van de toren sloot een oudere kerk aan, waarvan de vloer ongeveer een meter onder het tegenwoordig niveau lag. Omstreeks 1500 werd deze kerk afgebroken en op de fundamenten ervan de huidige eenschepige gotische kerk opgericht, dat in het oosten met koor verlengd werd.
De kerk werd in de Tweede Wereldoorlog bij een luchtaanval zwaar beschadigd. De aansluitende herstelwerkzaamheden duurden meerdere jaren. In 1953 werd de kerk wederom in gebruik genomen.

## Interieur
De in 1788 gebouwde kansel en de uit het jaar 1700 stammende avondmaalstafel werden in de jaren 1990 grondig gerestaureerd. Van het liturgisch vaatwerk is een kan uit 1815 noemenswaardig, het betreft een geschenk van de erfgenamen van het echtpaar Kampe Wyards Teelmann-Janken Sybens Sappen.
Het orgel werd in 1965 gebouwd door de Zwitserse orgelbouwonderneming Theodor Kuhn uit Männedorf en werd in 1995 door de orgelbouwer Bartelt Immer gerepareerd.